# Gonocerus acuteangulatus
Gonocerus acuteangulatus – gatunek owada z rzędu pluskwiaków.

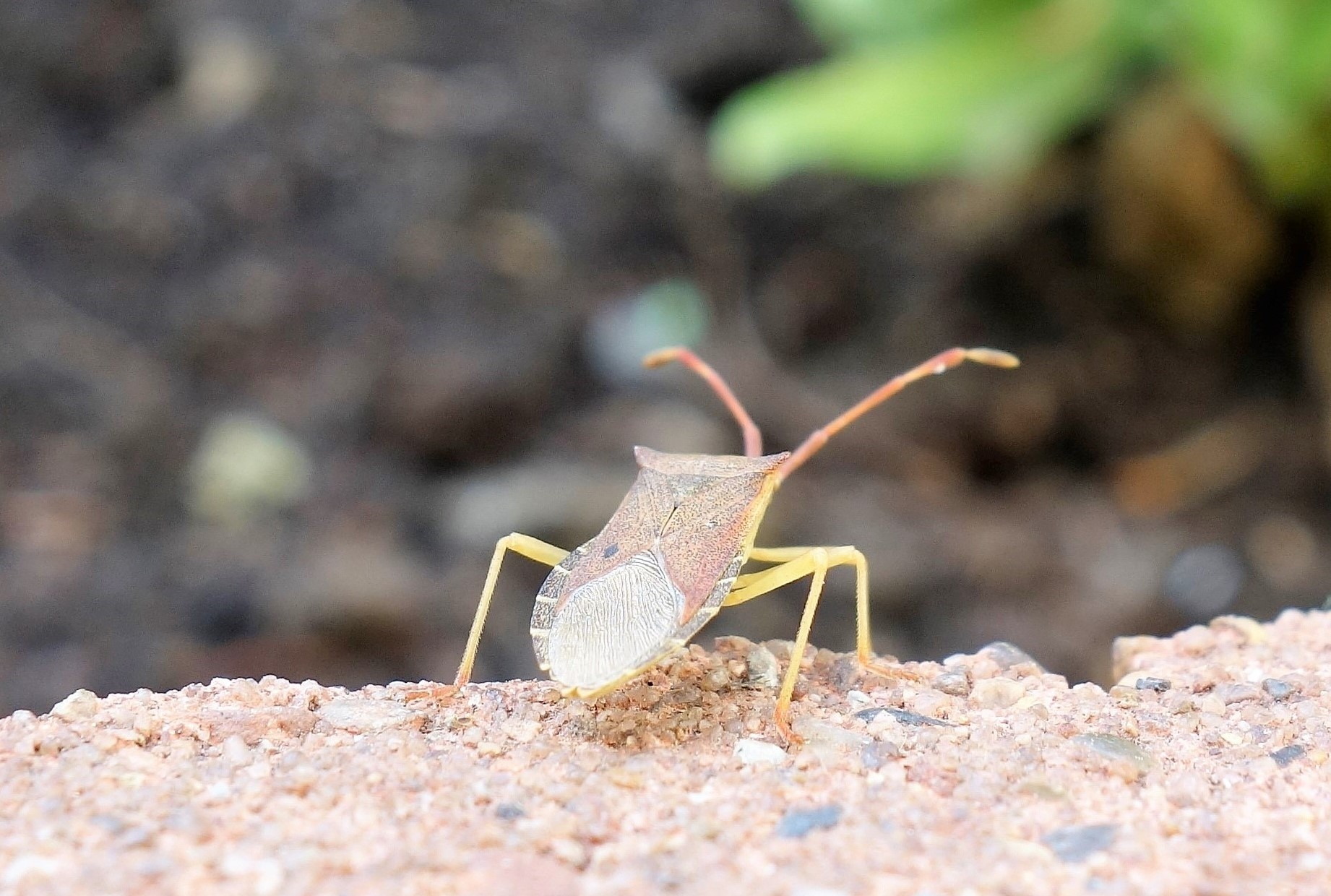
MG

## Galeria

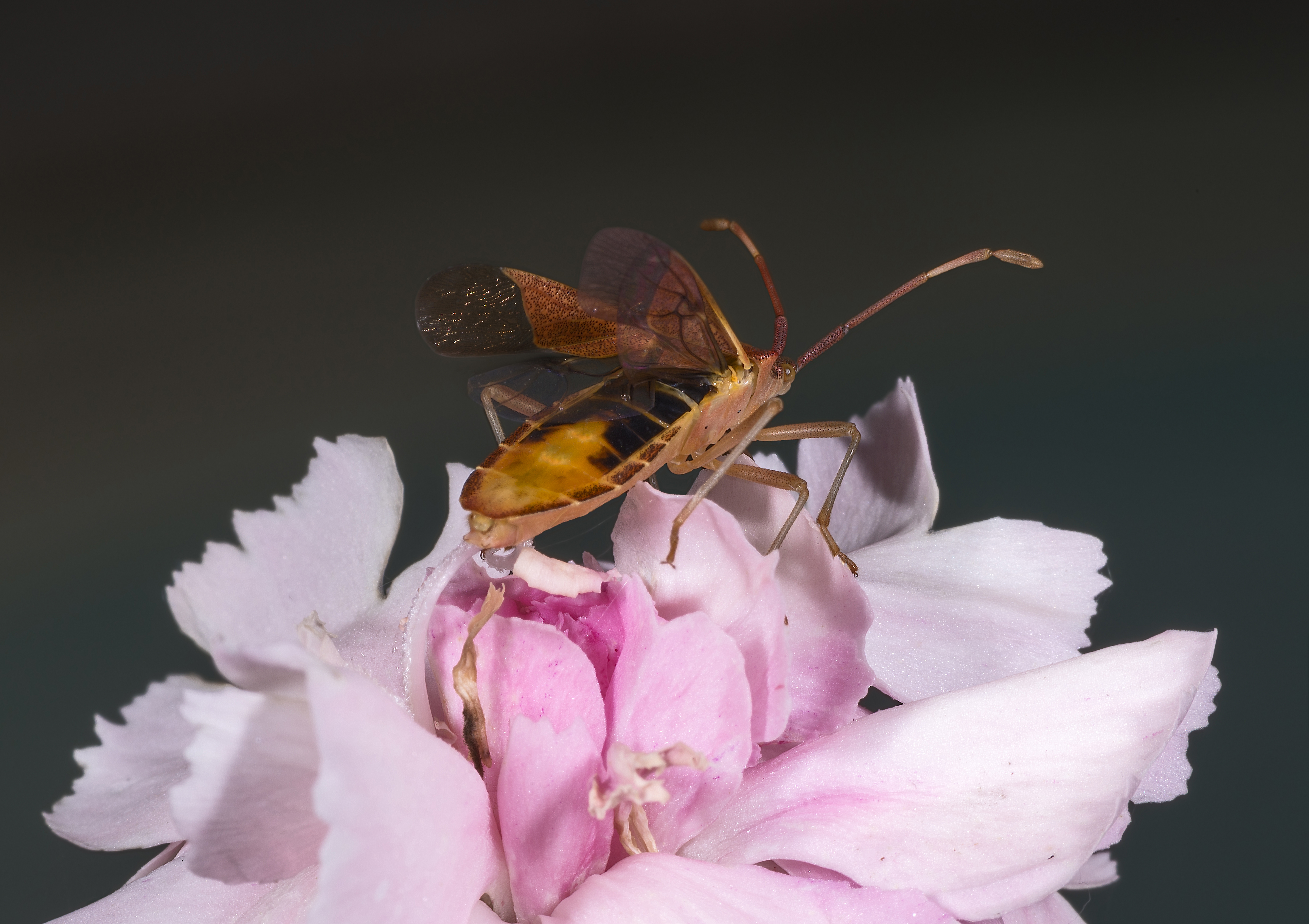
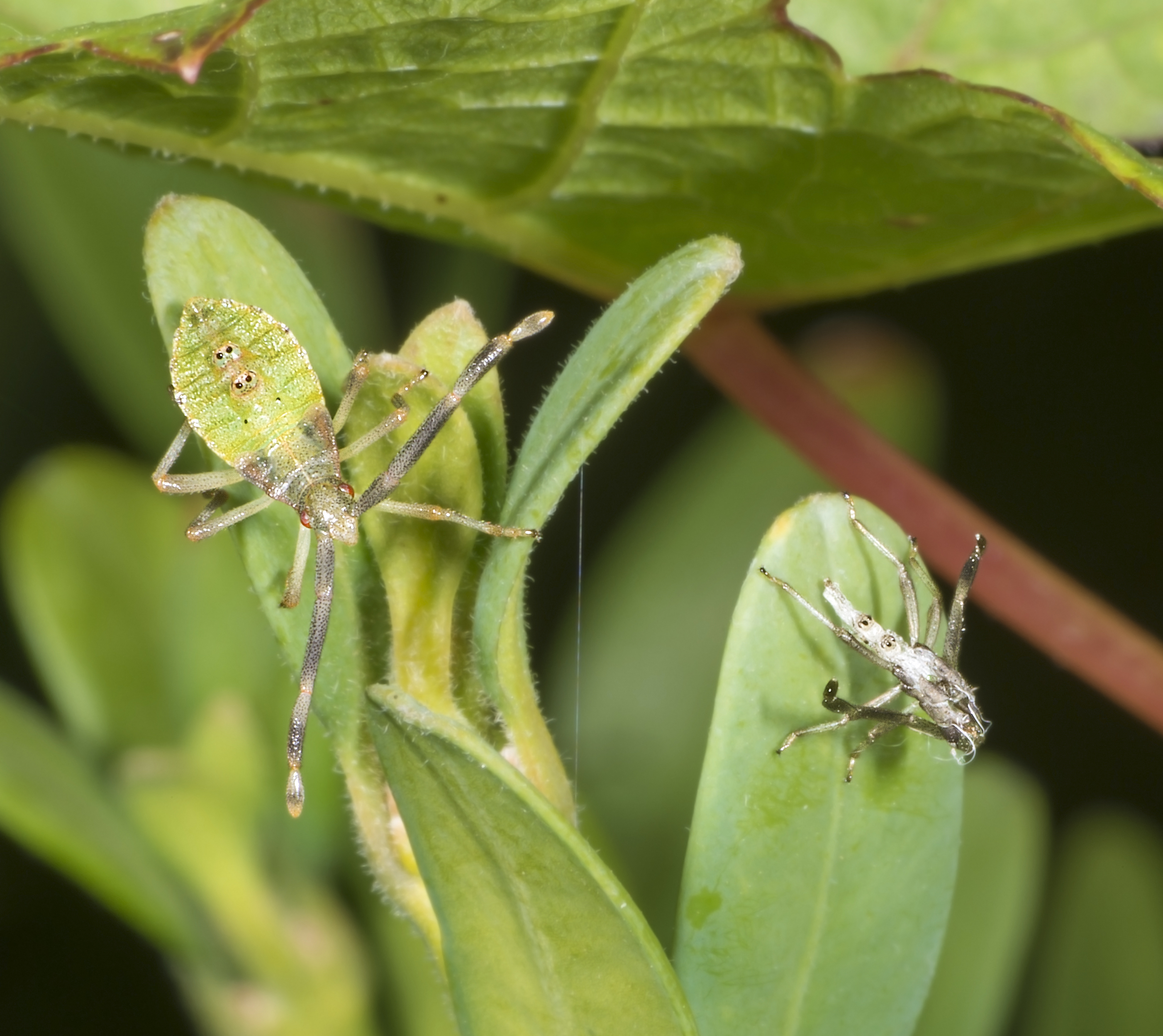
Nimfa i jego wylinki.
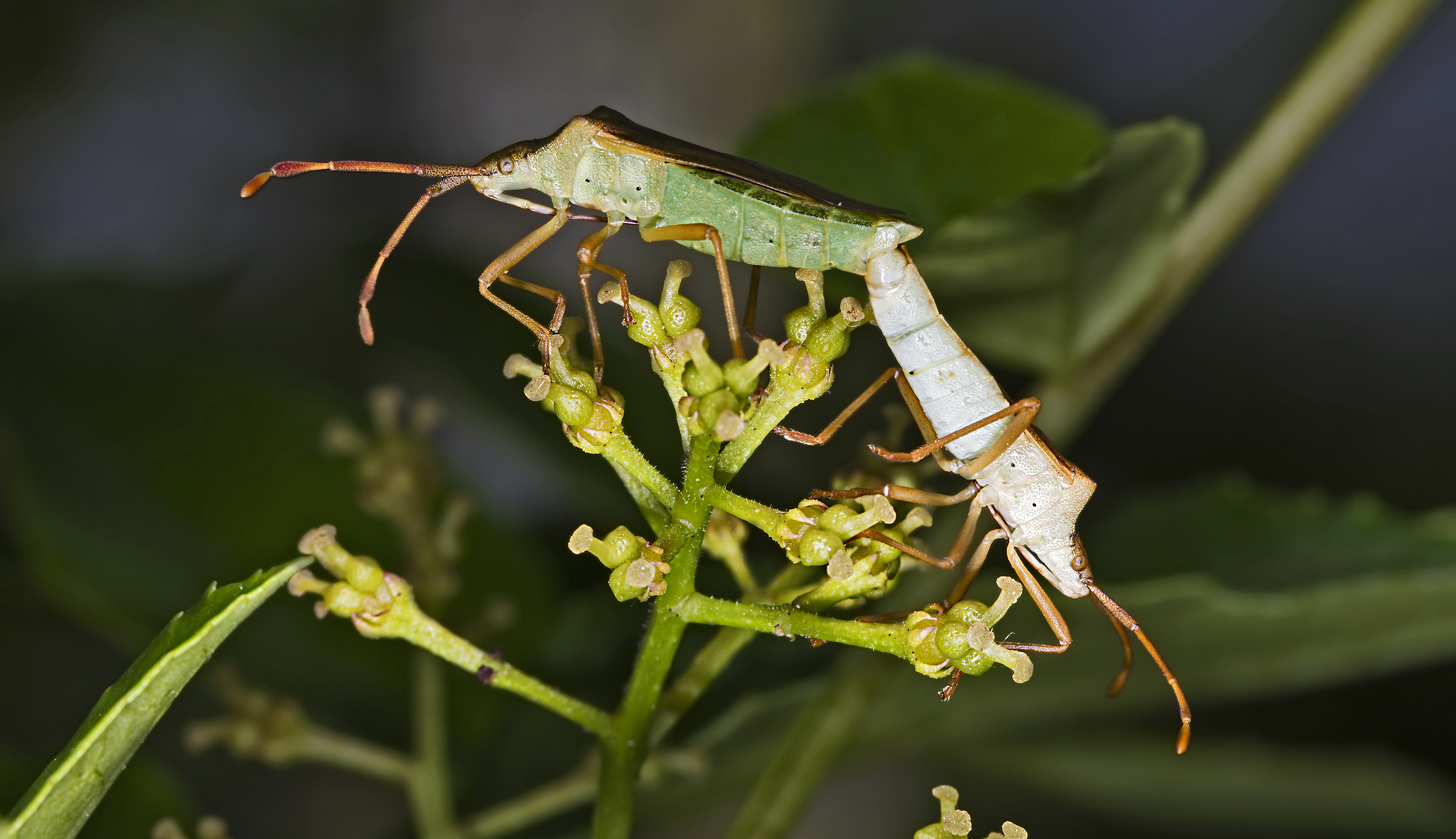
Gonocerus acuteangulus gody